# Suchrów
Suchrów – wieś na Ukrainie w rejonie żydaczowskim należącym do obwodu lwowskiego.

## Położenie
Na podstawie Słownika geograficznego Królestwa Polskiego i innych krajów słowiańskich: Suchrów to wieś w powiecie bóbreckim, 32 km na południe od Bóbrki, 6 km na południowy wschód od Chodorowa.